# Akotropis quercicola
Akotropis quercicola är en insektsart som beskrevs av Rauno E. Linnavuori 1914. Akotropis quercicola ingår i släktet Akotropis och familjen vedstritar. Inga underarter finns listade i Catalogue of Life.